# Myrmegryllus
Myrmegryllus is een geslacht van rechtvleugeligen uit de familie krekels (Gryllidae). De wetenschappelijke naam van dit geslacht is voor het eerst geldig gepubliceerd in 1907 door Fiebrig.

## Soorten
Het geslacht Myrmegryllus  is monotypisch en omvat slechts de volgende soort:
- Myrmegryllus dipterus (Fiebrig, 1907)